# 伯明翰藝術設計學院
伯明罕藝術設計學院（英語：Birmingham Institute of Art and Design，BIAD），前身為伯明罕藝術學院（英語：Birmingham School of Art）。現為伯明罕城市大學（英語：Birmingham City University，BCU)藝術、設計與多媒體學院（Faculty of Arts, Design and Media）。
曾為英國第一大藝術學院，並以珠寶金工設計(Jewellery and Silversmithing)與服裝設計(Fashion)聞名。
現今該校提供的藝術設計課程中，仍稱該校學院為伯明罕藝術設計學院(BIAD)
改制後加入多所藝術設計學校：
藝術(School of Art)
珠寶設計(School of Jewellery)
建築設計(School of Architecture)
時尚、紡織與3維立體設計(School of Fashion, Textiles and Three-Dimensional Design)
視覺與傳播(School of Visual Communication)

## 外部連結
- 官方网站

- 伯明翰城市大學 - 藝術、設計與多媒體學院（页面存档备份，存于）

1. ↑  United Kingdom. . Bcu.ac.uk.   [2013-02-04]. （原始内容存档于2012-10-05）.